# Naft al-Wasat SC
Der Naft Al-Wasat Sports Club (arabisch نادي نفط الوسط الرياضي, DMG Nādī Nafṭ al-Wasaṭ ar-riyāḍī) ist ein 2008 gegründeter irakischer Sportverein aus Nadschaf. Aktuell (Stand Juli 2025) spielt der Verein in der zweiten Liga.

## Erfolge
- Irakischer Meister: 2014/15
- Irakischer Vizemeister: 2015/16
- Irakischer Pokalfinalist: 2016/17

## Stadion
Der Verein trägt seine Heimspiele im Al-Najaf International Stadium in Nadschaf aus. Das Stadion hat ein Fassungsvermögen von 30.000 Personen.

## Trainer
| Trainer            | Nation | von               | bis              |
| ------------------ | ------ | ----------------- | ---------------- |
| Abdul-Ghani Shahad | Irak   | 1. August 2013    | 4. August 2015   |
| Hamza El Gamal     | Irak   | 19. August 2015   | 17. März 2016    |
| Thair Ahmed        | Irak   | 17. März 2016     | 22. Mai 2016     |
| Abdul-Ghani Shahad | Irak   | 1. Juli 2016      | 14. März 2017    |
| Ayoub Odisho       | Irak   | 15. März 2017     | 2. Juni 2017     |
| Adel Nima          | Irak   | 30. August 2017   | 3. Februar 2018  |
| Emad Mohammed      | Irak   | 7. Februar 2018   | 4. Juni 2018     |
| Radhi Shenaishil   | Irak   | 12. Dezember 2018 | 16. Juni 2020    |
| Jamal Ali          | Irak   | 2. Juli 2020      | 19. Januar 2021  |
| Luay Salah         | Irak   | 19. Januar 2021   | 21. Januar 2021  |
| Abdul-Ghani Shahad | Irak   | 23. Januar 2021   | 10. Februar 2022 |
| Abdul-Ghani Shahad | Irak   | 29. März 2022     | 30. Juni 2023    |
| Emad Aoda          | Irak   | 12. August 2024   |                  |

## Statistik in den CAF-Wettbewerben
| Jahr | Wettbewerb              | Runde        |
| ---- | ----------------------- | ------------ |
| 2016 | AFC Cup                 | Achtelfinale |
| 2017 | Arab Club Champions Cup | Gruppenphase |